# 베카 계곡

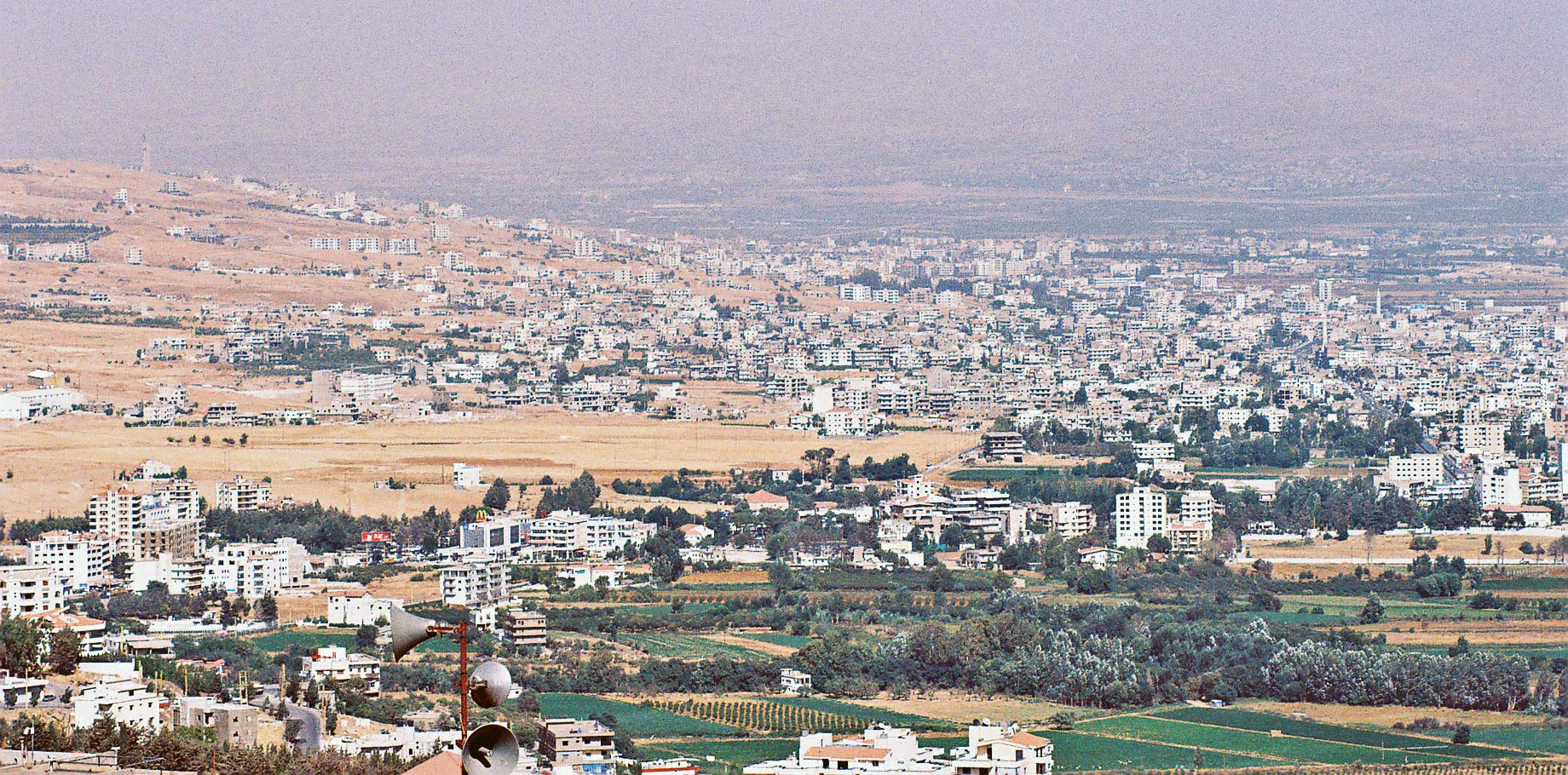
베카 계곡

베카 계곡(아랍어: وادي البقاع)은 레바논의 계곡으로 베이루트(레바논의 수도)에서 동쪽으로 30km 정도 떨어진 곳에 위치하며 서쪽에 있는 레바논산맥과 동쪽에 있는 안티레바논산맥 사이에 위치한다. 레바논의 대표적인 풍요로운 농업 지대로 손꼽히며 북쪽에 있는 오론테스강과 남쪽에 있는 리타니강은 이 곳을 거쳐 흐른다.
1975년 레바논 내전 발발 때부터 2005년까지 이스라엘과 시리아, 팔레스타인 해방 기구 사이에 큰 전투가 벌어지기도 했다.